# Puccinia annulatipes
Puccinia annulatipes ist eine Ständerpilzart aus der Ordnung der Rostpilze (Pucciniales). Der Pilz ist ein Endoparasit der Korbblütlergattung Notoptera. Symptome des Befalls durch die Art sind Rostflecken und Pusteln auf den Blattoberflächen der Wirtspflanzen. Sie ist ein Endemit Mexikos.

## Merkmale

### Makroskopische Merkmale
Puccinia annulatipes ist mit bloßem Auge nur anhand der auf der Oberfläche des Wirtes hervortretenden Sporenlager zu erkennen. Sie wachsen in Nestern, die als gelbliche bis braune Flecken und Pusteln auf den Blattoberflächen erscheinen.

### Mikroskopische Merkmale
Das Myzel von Puccinia annulatipes wächst wie bei allen Puccinia-Arten interzellulär und bildet Saugfäden, die in das Speichergewebe des Wirtes wachsen. Ihre Spermogonien wachsenoberseitig auf den Oberflächen der Wirtsblätter. Die Aecien der Art sind unbekannt. Uredien fehlen dem Pilz. Die blattunterseitig wachsenden Telien der Art sind schwarzbraun, gesellig und unbedeckt. Die kastanienbraunen Teliosporen sind zweizellig, in der Regel ellipsoid bis breitellipsoid, stachelwarzig und meist 30–38 × 22–25 µm groß. Ihre Stiele sind farblos und bis zu 85 µm lang.

## Verbreitung
Das bekannte Verbreitungsgebiet von Puccinia annulatipes umfasst nur die Typlokalität südlich von Puerto Vallarta.

## Ökologie
Die Wirtspflanzen von Puccinia annulatipes ist eine nicht näher bestimmte Notoptera-Art. Der Pilz ernährt sich von den im Speichergewebe der Pflanzen vorhandenen Nährstoffen, seine Sporenlager brechen später durch die Blattoberfläche und setzen Sporen frei. Die Art durchläuft einen mikrozyklischen Entwicklungszyklus mit Spermogonien, Aecien und Telien. Als autoöker Parasit macht sie keinen Wirtswechsel durch.